# Имплозија
Имплозија је процес уништавања објеката тиме што се они увлаче сами у себе. Супротно од експлозије (која проширује запремину), имплозија смањује заузету запремину и концентрише материју и енергију. Права имплозија обично укључује разлику између унутрашњег (нижег) и спољашњег (вишег) притиска, или унутрашњих и спољашњих сила, која је толико велика да се структура урушава унутра у себе или у простор који је заузела ако није потпуно чврст објекат. Примери имплозије укључују подморницу која је сломљена споља под хидростатичким притиском околне воде и колапс масивне звезде под сопственим гравитационим притиском.
Имплозија може да избаци материјал напоље (на пример због силе материјала који пада према унутра, или се периферни материјал избацује када се унутрашњи делови сруше), али то није суштинска компонента имплозије и неће све врсте имплозије то учинити. Ако је објекат раније био чврст, онда имплозија обично захтева да он поприми гушћи облик – у ствари да буде концентрисанији, компримовани или претворен у нови материјал који је гушћи од оригинала.

## Примери

### Нуклеарна оружја

#### Нуклеарна бомба
У дизајну нуклеарног оружја типа имплозије, сфера плутонијума, уранијума или другог фисионог материјала имплодира се сферним распоредом експлозивних пуњења. Ово смањује запремину материјала и тиме повећава његову густину за фактор два до три, узрокујући да достигне критичну масу и створи нуклеарну експлозију.
Компресија наелектрисања нуклеарне бомбе типа имплозије, у којој субкритична маса плутонијума постаје суперкритична.

#### Термонуклеарна бомба
У неким облицима термонуклеарног оружја, енергија из ове експлозије се затим користи за имплодирање капсуле фузионог горива пре него што је запали, изазивајући реакцију фузије. Уопштено говорећи, употреба радијације за имплодирање нечега, као у хидрогенској бомби, енергија ове експлозије се користи да би имплодовала капсулу фузијског горива пре његовог паљења, изазивајући реакцију фузије.
Када се нуклеарна пуњења испаљују у термонуклеарној бомби, центар бомбе, у коме се налази материјал за термонуклеарну реакцију, изложен је високим притисцима и температурама које су одређене имплозијом централног дела и процесима фисије.

### Астрофизика
Имплозија је кључни део гравитационог колапса великих звезда, што може довести до стварања супернова, неутронских звезда и црних рупа.
У најчешћем случају, унутрашњи део велике звезде (назван језгро) престаје да гори и без овог извора топлоте, силе које раздвајају електроне и протоне више нису довољно јаке да то учине. Језгро се изузетно брзо урушава и постаје неутронска звезда или црна рупа; спољни слојеви оригиналне звезде падају према унутра и могу се одбити од новостворене неутронске звезде (ако је она створена), стварајући супернову.

### Контролисано рушење конструкције
Велике зграде различитих типова конструкција као што су зидани, челични оквири или армирани бетон могу се свести на гомилу рушевина која се лако уклања селективним уништавањем потпорних елемената узастопним и ограниченим експлозијама. Циљ је да се материјали ограниче на одређена подручја, обично да би се избегло оштећење оближњих структура. Техника укључује испаљивање прецизно постављених пуњења за рушење у одређеним временским интервалима који користе гравитацију да доведу до вертикалног пада центра зграде док истовремено повлаче стране према унутра, процес који се често погрешно описује као имплозија.

### Имплозија катодне цеви и флуоресцентног осветљења
Висок вакуум постоји унутар свих катодних цеви. Ако је спољна стаклена коверта оштећена, може доћи до опасне имплозије. Због снаге имплозије, стаклени комади могу да излете напоље опасним брзинама. Док модерни ЦРТ-ови који се користе у телевизорима и компјутерским екранима имају предње плоче везане епоксидом или друге мере за спречавање разбијања омотача, са ЦРТ-овима уклоњеним из опреме мора се пажљиво руковати како би се избегле повреде.

### Динамика флуида
Кавитација (формирање мехурића/колапс у течности) укључује процес имплозије. Када се кавитациони мехур формира у течности (на пример, помоћу воденог пропелера велике брзине), овај мехур се обично брзо сруши — имплодира — околном течношћу.

#### Инерцијална кавитација
Први научник који је проучавао кавитацију био је Џон Рејли, крајем 19. века. Он је приметио појаву кавитације у току воде у рекама, посебно испод водопада - где вода изазива значајну ерозију у камењу на које пада.
Касније је уочено да се кавитација јавља при сваком снажном импулсном удару енергије у чврсту препреку. Тако постоји оптичка кавитација, која настаје ударом снажног ласерског зрака, и електрична кавитација - на пример, на свећицама возила на бензин.
Треба напоменути да је енергија кавитације изузетно висока: током имплозије гасног мехура температура је неколико хиљада ºC, притисак неколико стотина бара, а такође се ствара светлост (сонолуминисценција). Колико год ови подаци изгледали невероватно, они су утврђени током лабораторијских мерења кавитације, јер је њено спречавање једна од главних области проучавања хидродинамике, с обзиром да рад у режиму кавитације изазива значајна оштећења и непоузданост у раду хидродинамичких уређаја, и покушава се по сваку цену избећи.

#### Неинерцијална кавитација
Неинерцијална кавитација је процес контролисаног одвајања малих гасних мехурића уз увођење енергије споља – најчешће акустичне (звук). Ова енергија присиљава мехуриће гаса да осцилују на одређеној фреквенцији и у одређеном обрасцу пре имплозије, чинећи тако користан рад. На овај начин долази до знатно мање ерозије, а користи се у ултразвучним кадама за чишћење прецизно израђених делова од осетљивих материјала, на пример делова хидродинамичких управљачких система - вентила и слично, силиконских заптивки и других делова чија је израда веома прецизна и скупа, а материјал је осетљив на друге начине чишћења и поправке.

#### Појава хидродинамичке кавитације
Ако притисак воде падне испод притиска засићења водене паре, долази до снажне промене из течног у гасовито стање, што ствара дисконтинуитете у протоку, шупљине (мехурићи паре окружене течношћу). Већа специфична запремина мехурића паре не дозвољава даљи пад притиска. Парни мехур након испаравања у области нижег притиска у току течности долази у област вишег притиска где моментално имплодира, претварајући се у течност (где се кондензује). Затим долази до наглог повећања притиска услед судара водених фронтова са свих страна мехура паре. Како је проток течности константан, константна је и појава формирања мехурића паре и његова накнадна имплозија.
Струјање флуида је углавном, посебно у воденим турбинама, које карактеришу флуктуације брзине и притиска, које су посебно интензивне у граничном слоју (поред чврстог зида). Ако се такве флуктуације притиска јављају при притиску који одговара локалном притиску засићења водене паре, одмах ће доћи до интензивног процеса формирања и скоро истовременог колапса мехурића паре, стварајући веома високе притиске у центру мехурића, као резултат судара надолазећих водених фронтова са свих страна мехура који се урушава.
Као последица интензивног преласка из течног у гасовито стање и обрнуто, јављају се значајне пулсације притиска (2000 Pa - 10000 bara) веома високих фреквенција (10 - 20 kHz). Кавитација је посебно неповољна ако се јавља у близини металних површина. Тада услед наглих промена притиска (2000 Pa – 10000 bara) долази до откидања метала са металних површина (код турбина то су лопатице ротора).
Кавитација није карактеристична само за ротационе машине. Појављује се у свим ситуацијама када притисак воде падне испод притиска засићења водене паре за дату температуру (на пример, у вентилима ).